# Stomatološka fakulteta v Sarajevu
Stomatološka fakulteta (izvirno bosansko Stomatološki fakultet u Sarajevu), s sedežem v Sarajevu, je fakulteta, ki je članica Univerze v Sarajevu.